# Lothar Albrich
Lothar Albrich (ur. 20 sierpnia 1905 w Braszowie, zm. 3 listopada 1978 w Traunstein) – rumuński lekkoatleta, płotkarz. Reprezentant kraju podczas igrzysk w Amsterdamie (1928) – wystąpił w biegu na 110 metrów przez płotki, w pierwszej rundzie zajął 4. miejsce w swoim biegu i nie awansował do półfinału. Swój rekord życiowy na tym dystansie (16,3) ustanowił w 1929.
Reprezentant kraju w meczach międzypaństwowych.
Siedmiokrotny rekordzista kraju:
- bieg na 110 metrów przez płotki – 16,7 (19 września 1926, Bukareszt)[3]
- Sztafeta 4 × 100 metrów – 45,0 (19 września 1926, Bukareszt)[4]
- bieg na 110 metrów przez płotki – 16,5 (25 września 1927, Bukareszt)[3]
- Sztafeta 4 × 400 metrów – 3:50,8 (24 czerwca 1928, Braszów)[5]
- bieg na 110 metrów przez płotki – 16,4 (20 września 1929, Bukareszt)[3]
- Sztafeta 4 × 100 metrów – 44,8 (20 września 1929, Bukareszt)[4]
- bieg na 110 metrów przez płotki – 16,3 (24 września 1929, Braszów)[3]